# رک ووازین
رُک ووازین (فرانسوی: Roch Voisine‎؛ زادهٔ ۲۶ مارس ۱۹۶۳) خواننده، بازیگر و مجری تلویزیون اهل کانادا است. وی از سال ۱۹۸۶ میلادی تاکنون مشغول فعالیت بوده‌است.
وی دوران دبیرستان را در لوی، کبک گذراند و در سال ۱۹۸۵ میلادی در رشتهٔ فیزیوتراپی از دانشگاه اتاوا فارغ‌التحصیل شد.
او در سال ۱۹۹۴ میلادی برندهٔ جایزه جونو بابت «خوانندهٔ مرد سال» شد و در سال ۱۹۹۲ توسط دولت فرانسه به عنوان شوالیه هنر و ادب منصوب شد و در سال ۱۹۹۵ نیز به «نشان کانادا» دست یافت. او در سال ۲۰۱۴ «نشان نیوبرانزویک» دریافت کرد.
ترانه مشهور او «ایلن» بیش از ۳ میلیون نسخه فروش داشت و در صدر جدول تک‌آهنگ‌های فرانسه جای گرفت.